# 八橋車站
八橋車站（日语：／ Yabase eki */?）是一由西日本旅客鐵道（JR西日本）所經營的鐵路車站，位於日本東伯郡琴浦町，是JR西日本山陰本線沿線的一個無人小站，屬於中國統括本部所管轄的範圍。
八橋車站在1928年初設時，原本只是一個配合特定季節而營運的臨時車站八橋濱臨假停車場（八橋浜仮停車場），但在1938年時升格為車站，並改名為八橋車站，是第二個使用此站名的車站（原初代八橋車站則改名為「東八橋車站」，也就是今日的浦安車站）。
1993年（平成5年）時，琴浦町公所自JR西日本方面接收了無人使用的車站站房，改裝成針對鄰近地區高齡居民提供小型日間服務（
）的設施「八橋接觸中心」（八橋ふれあいセンター）。目前該設施是在町公所的輔助之下，由參與的高齡居民本身自發性的自立營運中。

## 車站結構
米子方向右側的側式1面1線的地面車站（停留所）。

## 相鄰車站
西日本旅客鐵道
 山陰本線
浦安－八橋－赤碕